# Рід Асікаґа
Рі́д Асіка́ґа (яп. 足利氏, あしかがし, МФА: [aɕi̥kaga ɕi̥]) — самурайський рід у середньовічній Японії. Належить до династії роду Мінамото гілки Сейва. Засновник роду — Мінамото-но Йосіясу (1127—1157).

## Опис
Представники бічної лінії роду Мінамото отримали нове прізвище Ашікаґа від своїх волдодінь у місцевості Асікаґа провінції Сімоцуке. Мінамото-но Йосіясу вперше передав змінене ім'я своїм дітям. Його син Асікаґа Йосікане (1154—1199) став васалом сьоґунів з Камакури і уклав шлюб із родиною Ходзьо, забезпечивши високий статус власної родини. Продовжив цю політику Асікаґа Йосіудзі. За віддану службу Асікаґа отримали землі у провінціях Кадзуса і Мікава. Збільшення земельних володінь став причиною розростання роду, численні бокові гілки якого утворили нові самурайські роди — Хосокава, Хатакеяма, Сіба, Імаґава та інші.
1333 року рід Асікаґа порвав із Камакурським сьоґунатом і приєднався до імператорських військ, які повалили перший самурайський уряд. Однак розбіжності з Імператором Ґо-Дайґо у питаннях земельної власності змусили лідера роду, Асікаґу Такаудзі, виступити проти вчорашних союзників і заснувати новий самурайський уряд — сьоґунат Муроматі (1338-1573).
За правління перших трьох сьоґунів була створена централізована система влади. Починаючи з 15 століття вона розвалилася. Наступні лідери роду Асікаґа не змогли зупинити відцентрових тенденцій у країні, що зумовило загибель сьоґунату від військ провінційного володаря Оди Нобунаґи.
Окрім головної лінії сьоґунів Асікаґа, резиденція яких знаходилася у Кіото, існувала також бічна лінія Асікаґа, так-званих «повелителів» кубо (公方), ставка яких знаходилася у місті Камакура. Ці кубо, незважаючи на формальну залежність від столичної влади, мали доволі широку автономію. Їх часто називали «володарями Східної Японії».
У період Едо (1603—1867) нащадки сьоґунів Асікаґа перетворилися на рядових самураїв, які керували рядом невеликих володінь хан у Японії. Після реставрації Мейдзі (1868) деякі представникі родини увійшли до складу уряду.
Рід Асікаґа існує по сьогодні.